# Interpretação alegórica da Bíblia
A interpretação alegórica da Bíblia, é a abordagem que atribui uma interpretação mais-que-literal ao conteúdo de um texto (por exemplo, Bíblia). É partir do pressuposto que o texto comunica mais do que se está posto. 

## Desenvolvimento do método
O uso de figuras de linguagens figuradas é universalmente praticada, inclusive as alegorias. Na Bíblia Hebraica as interpretações alegóricas aparecem principalmente em livros poéticos ou proféticos, embora no hebraico bíblico mal se distigua entre símile, metáfora, parábola e alegoria.  Quando o Antigo Testamento cita a si próprio o emprego de alegoria é notório:
| “ | Do Egito trouxeste uma videira; expulsaste as nações e a plantaste.— Salmos 80:8 | ” |

Entretanto, as citações alegóricas tendem a ser esparsas no Antigo Testamento até que essa figura de linguagem passou a ser usada como método interpretativo sistemático. Como um método sistemático, a interpretação alegórica tem suas origens tanto no pensamento grego (que tentavam evitar a interpretação literal dos antigos mitos gregos) quanto na literatura rabínica de Israel, a exemplo da exegese judaica Pardes. O autor pré-cristão Fílon de Alexandria refere-se expressamente a sua utilização pelos seus antecessores e usa-se a descobrir indícios de diferentes doutrinas da filosofia nas histórias do Pentateuco. 
No cristianismo, o uso interpretações alegóricas e tipológicas podem ser encontrados mais tarde no Novo Testamento. Nos escritos paulinos e a Epístola dos Hebreus reinterpretam o Antigo Testamento de forma dual: um sentido literal e um sentido literal. Já o Apocalipse foi composto cheios de alegorias. 
No período da patrística o método foi desenvolvido na epístola de Barnabé e especialmente em Orígenes. Enquanto no Oriente havia disputas entre as escolas de interpretação de Alexandria (mais favorável à alegoria) e a de Antioquia (mais favorável ao sentido simples ou literal), no ocidente cristão primou-se pelo balanço entre a interpretação alegórica e literal conforme empregada por Ambrósio e Agostinho . A interpretação escritural cristã historicamente pode ser referida como Quadriga, em que o método de interpretação alegórico é chamado de tipológico. 
Em algumas áreas em que a Bíblia não é clara, como escatologia, é comum mesmo entre adeptos de interpretações literais lançarem mão de esquemas alegóricos. Alguns exemplos ocorre nas eras das igrejas na teologia  dispensacionalista ou na interpretação de que a serpente do Éden seria o Diabo na teologia reformada.  

## Alegoria em pregações
Na homilética tradicionalmente o uso de alegorias é abundante. Pregadores preocupados em capturar a atenção e impactar suas audiências empregam largamente o método alegório. Dentre eles se destacam:
- Martinho Lutero. O Reformador insistia que o método alegórico não podia ser usado para formular doutrinas, mas era permitido para uso edificante[12]. Por exemplo, em seu sermão sobre  Lucas 2:16 onde se lê  “E encontraram Maria e José e o menino deitado na manjedoura”, Lutero sustentou que Maria deve ser entendida como a Igreja, enquanto José representa os bispos e pastores.[13]

- João Calvino. O teólogo de Genebra considerava a interpretação alegórica como um risco para especulações além da Bíblia, mas admitia e utilizava a interpretação alegórica de textos profético e na homilética.[14] [15][16] [17] [18]. Um exemplo do uso da alegoria por Calvino é quando ele vê uma analogia entre Jacó vestido de roupas de Esaú e Jesus Cristo. Assim como Jacó recebeu a bênção porque o cheiro das roupas de seu irmão mais velho agradava a seu pai, também os cristãos seriam abençoados quando recebemo de Cristo, o Primogênito, “o manto da justiça, que por seu odor obtém o favor [de nosso Pai celestial] ”[19].

- Jonathan Edwards. O pregador do Grande Avivamento desenvolveu uma forma altamente original de tipologia bíblica ou figuralismo, ecoando Lutero, Shakespeare e os poetas metafísicos. [20]

- Padre António Vieira. O grande pregador barroco aliava a alegoria à lógica em seus sermões. [21]

- Charles Spurgeon. O pregador inglês empregava interpretações alegóricas em seus sermões e ensinava que, dentro de certos limites, era aceitável “espiritualizar” um texto. [22]

- Charles Swindoll. Pregador e escritor devocional, defende aplicações morais a partir de interpretações alegóricas de passagens literais. [23]